# Klein Begijnhof Mechelen

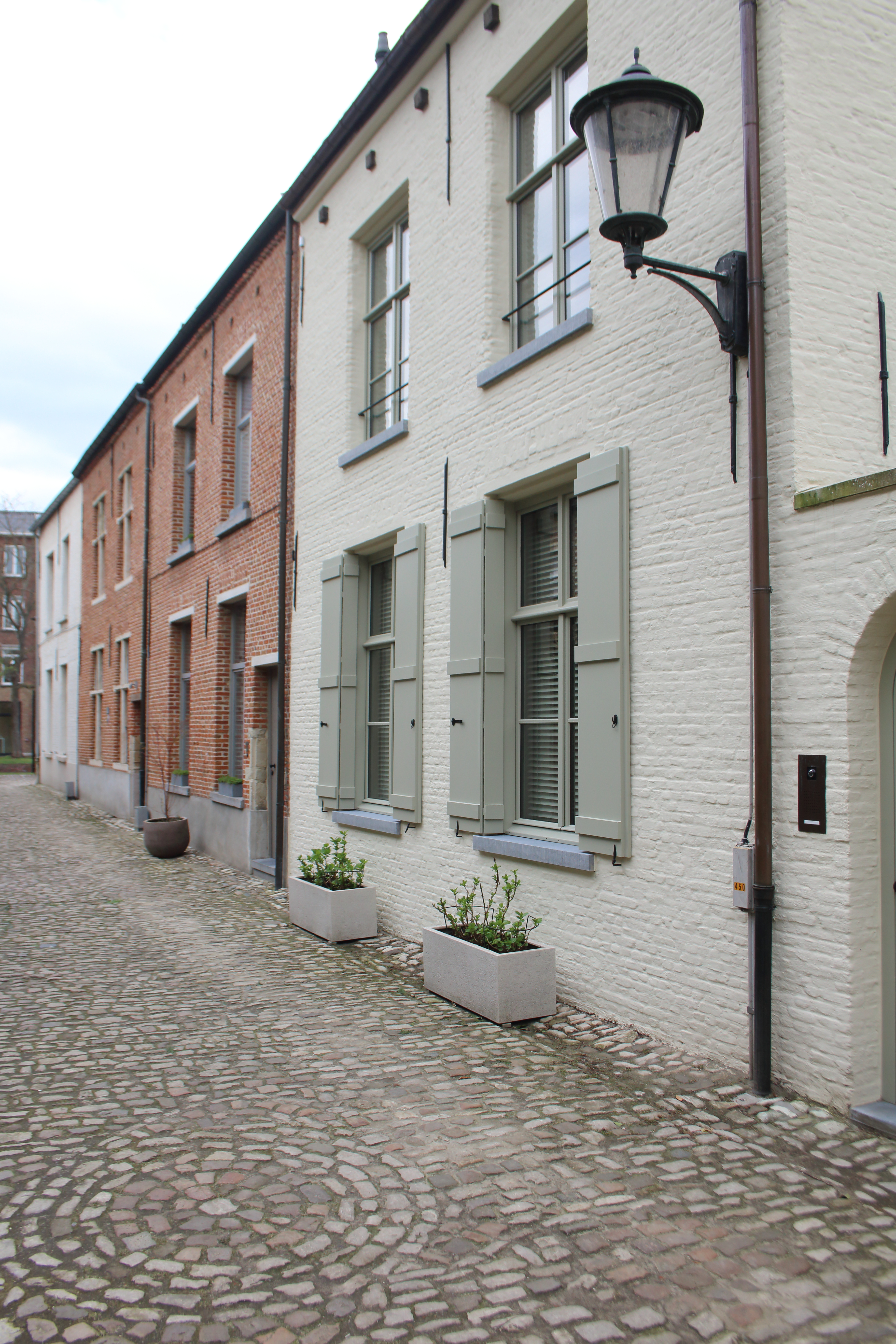

Het Klein Begijnhof is een hof in het centrum van de Belgische stad Mechelen. Dit eerste begijnhof van Mechelen dateert uit het begin van de 13e eeuw. In 1259 verleende het stadsbestuur toestemming om een begijnhof buiten de stadsmuren te bouwen (het Groot Begijnhof), maar oude en gebrekkige begijnen bleven hier wonen. Drie toegangspoorten sloten in die tijd het pleintje af maar zijn nu verdwenen. 
Op de hoek van de Kanunnik De Deckerstraat met het Klein Begijnhof staat de voormalige Maria-Magdalenakapel, gebouwd op de plek van een kapel uit (vermoedelijk) 1305 maar in 1580 door protestantse opstandelingen verwoest. In de Franse tijd werd de kapel in beslag genomen en in 1799 verkocht. In 1822 kocht de stad de voormalige kapel en richtte er een school in. In 1944 werd de kapel onderdeel van een stedelijk museum voor folklore. Na de oorlog deed het gebouw dienst als turnzaal en circusschool.
In de kapel bevindt zich nog een 18-eeuws tegeltableau met als centrale voorstelling Christus aan het kruis geflankeerd door afbeeldingen van Maria en de evangelist Johannes.
Het Klein Begijnhof werd als eerste 'herwaarderingsgebied' in Vlaanderen opgeknapt.

## Afbeeldingen

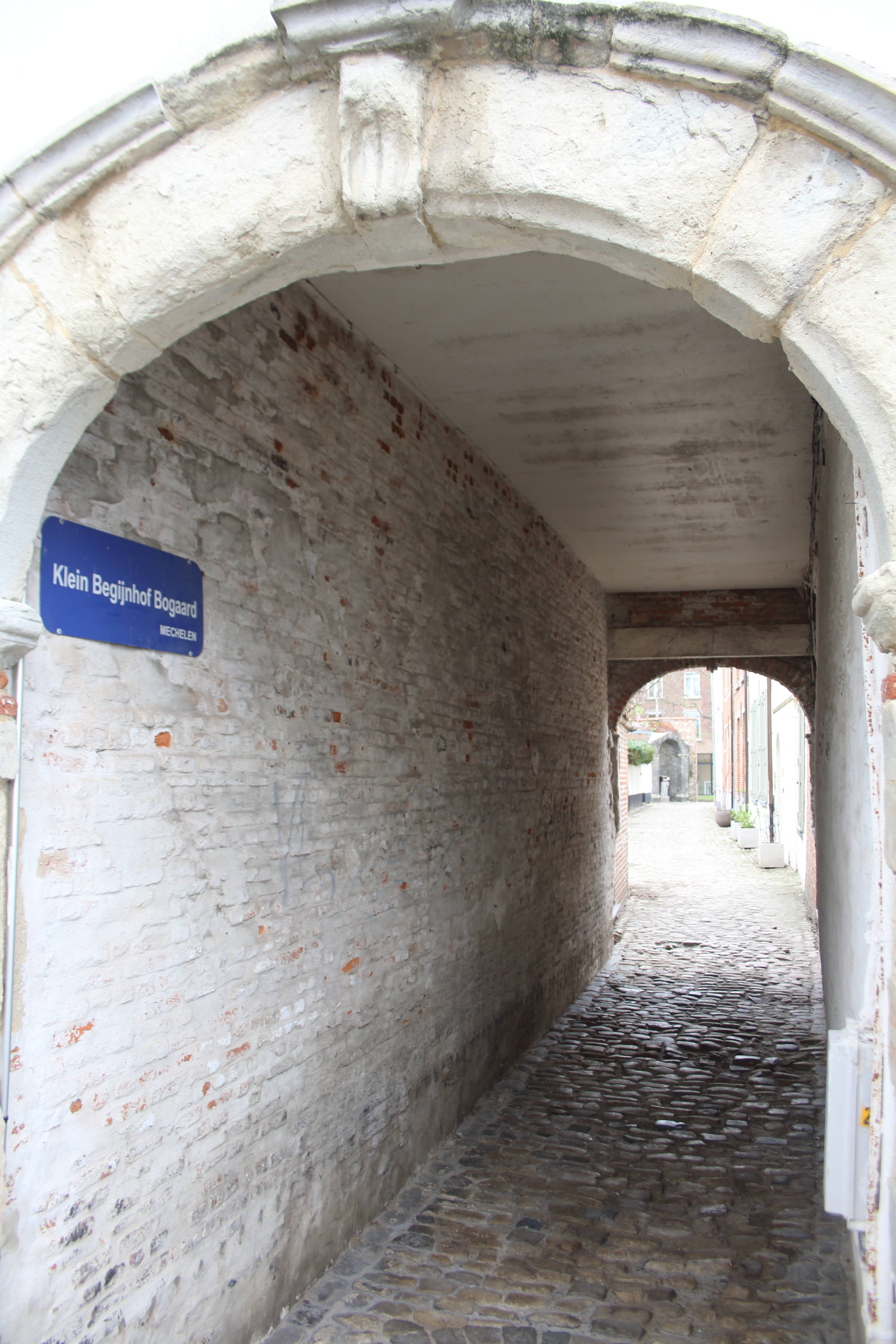
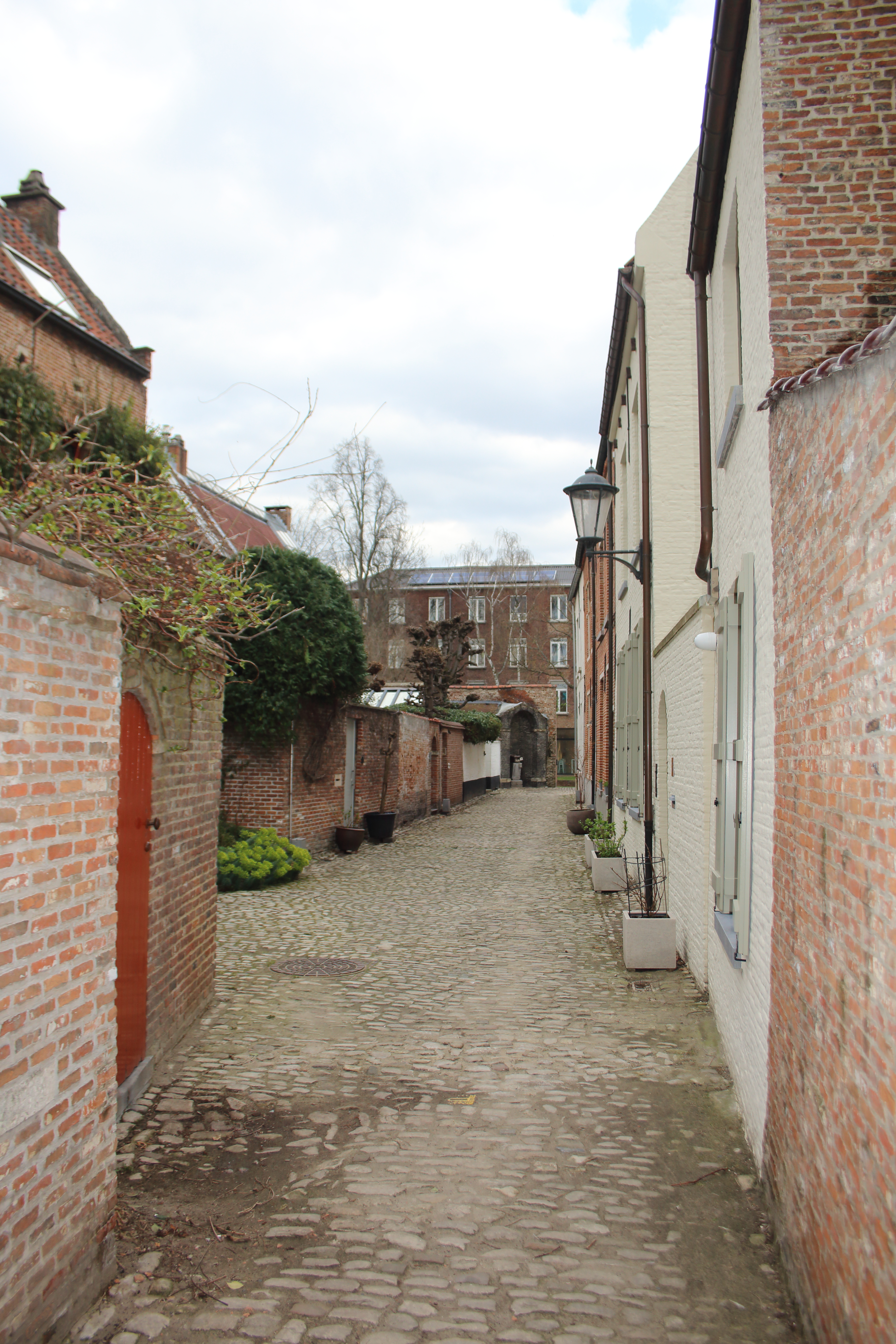